# Heinz Niemann (Politiker)
Heinz Niemann (* 24. Dezember 1886 in Detern; † 27. Februar 1966 in Augustfehn) war ein deutscher Politiker.
Niemann war in Augustfehn als Praktischer Arzt niedergelassen.
Als unabhängiger Abgeordneter gehörte er von der ersten Sitzung am 30. Januar 1946 bis zu seinem vorzeitigen Ausscheiden am 4. April 1946 dem Ernannten Landtag von Oldenburg an.